# Rödgrund, Korsholm
Rödgrund med Börsskärsgrundet är en ö i Finland. Den ligger i Norra kvarken och i kommunen Korsholm i den ekonomiska regionen  Vasa i landskapet Österbotten, i den västra delen av landet. Ön ligger omkring 25 kilometer norr om Vasa och omkring 390 kilometer norr om Helsingfors.
Öns area är 4,7 hektar och dess största längd är 490 meter i öst-västlig riktning.

## Sammansmälta delöar
- Rödgrund 63°19′35″N 21°42′28″Ö / 63.32637°N 21.70784°Ö
- Börsskärsgrundet 63°19′40″N 21°42′32″Ö / 63.32765°N 21.70897°Ö